# 黑森-卡塞爾的菲利普
菲利普（Philipp，1896年11月6日—1980年10月25日），黑森家族卡塞尔支族长，1933年至1943年曾任纳粹德国黑森-拿骚省省长。

## 早年生活
菲利普1896年11月6日生于美因河畔奥芬巴赫附近的鲁姆彭海姆城堡，是黑森-卡塞尔家族族长、前芬兰国王腓特烈·卡爾与普鲁士公主玛格丽特的第三个儿子。菲利普有一个双胞胎弟弟沃尔夫冈·莫里茨。他的祖辈详见下表：
| 黑森领地伯爵菲利普 | 父亲： 黑森-卡塞尔领地伯爵、前芬兰国王腓特烈·卡爾 | 祖父： 黑森-卡塞尔的腓特烈·威廉           | 祖父之父： 黑森-卡塞尔-鲁姆彭海姆的威廉      |
| 黑森领地伯爵菲利普 | 父亲： 黑森-卡塞尔领地伯爵、前芬兰国王腓特烈·卡爾 | 祖父： 黑森-卡塞尔的腓特烈·威廉           | 祖父之母： 丹麦公主夏洛特                    |
| 黑森领地伯爵菲利普 | 父亲： 黑森-卡塞尔领地伯爵、前芬兰国王腓特烈·卡爾 | 祖母： 普鲁士公主玛麗亚·安娜·弗蕾德里克   | 祖母之父： 普鲁士王子腓特烈·卡尔·亚历山大    |
| 黑森领地伯爵菲利普 | 父亲： 黑森-卡塞尔领地伯爵、前芬兰国王腓特烈·卡爾 | 祖母： 普鲁士公主玛麗亚·安娜·弗蕾德里克   | 祖母之母： 萨克森-魏玛-艾森纳赫的玛丽·路易丝 |
| 黑森领地伯爵菲利普 | 母亲： 普鲁士公主玛格丽特·贝娅特莉丝·费奥多拉     | 外祖父： 德意志皇帝、普鲁士国王腓特烈三世 | 外祖父之父： 德意志皇帝、普鲁士国王威廉一世  |
| 黑森领地伯爵菲利普 | 母亲： 普鲁士公主玛格丽特·贝娅特莉丝·费奥多拉     | 外祖父： 德意志皇帝、普鲁士国王腓特烈三世 | 外祖父之母： 萨克森-魏玛-艾森纳赫的奥古斯塔  |
| 黑森领地伯爵菲利普 | 母亲： 普鲁士公主玛格丽特·贝娅特莉丝·费奥多拉     | 外祖母： 維多利亞長公主                   | 外祖母之父： 英国王夫阿尔伯特亲王            |
| 黑森领地伯爵菲利普 | 母亲： 普鲁士公主玛格丽特·贝娅特莉丝·费奥多拉     | 外祖母： 維多利亞長公主                   | 外祖母之母： 英国维多利亚女王                |

在1910年菲利普14岁时，他被送到联合王国，就读于贝克斯希尔的学校。回到德国后，先后就读于法兰克福师范学校和波茨坦的文科学校。菲利普是他的兄弟中唯一一个没有在军事学院学习的。
第一次世界大战开始时，菲利普与他的次兄马克西米利安一起加入了黑森第24龙骑兵团。他们在比利时作战，1915年10月，马克西米利安在战场上牺牲。1916年，菲利普转战东部防线，在乌克兰作战。他被授予中尉军衔，主要负责军火的采购。1917年他服役于西格弗里德防线，后来又返回乌克兰战线，在这里受伤。
1916年菲利普的长兄弗里德里希·威廉去世，他在他的父亲弗里德里希·卡尔之后成为黑森家族卡塞尔支族长的第二位继承人。1918年，弗里德里希·卡尔被选为芬兰国王。作为长系，菲利普将继承父亲成为今后的黑森家族卡塞尔支族长，而他的双胞胎弟弟沃尔夫冈·莫里茨将成为未来的芬兰国王。然而这个计划因为一战中德国的失败而破产。芬兰于1919年7月成为共和国。
菲利普战后加入了过渡军队（Übergangsheer），成功地防止了共产主义和社会主义运动。1920年至22年，菲利普在达姆施塔特科技大学学习艺术史和建筑学。其间他多次去希腊旅游，因为他的姨母索非亚是希腊王后。1922年他在未取得学位的情况下离开了达姆施塔特，在柏林的威廉皇帝博物馆就业。次年他来到罗马，利用自己的贵族关系，使自己成为一个成功的室内装潢设计师。
1925年9月，菲利普与意大利公主玛法尔达结婚。婚后二人居住在罗马市郊的波利塞那别墅（Villa Polissena），但也时常前往德国。

## 加入纳粹党
在意大利期间，菲利普受到法西斯主义的强烈影响。1930年10月，他加入了纳粹党；1932年加入了冲锋队。次年他的弟弟克里斯托福加入了黨衛隊。后来他的另两位兄弟也加入了冲锋队。菲利普成为赫尔曼·戈林特别亲密的朋友。
1933年6月，菲利普被任命为黑森-拿骚省省长，而且是德意志帝国议会和普鲁士州议会的成员。菲利普在纳粹政权的巩固中扮演重要的角色。他向纳粹当局介绍其他贵族。作为意大利国王的女婿，他在希特勒和墨索里尼间频繁地起着穿针引线的作用。他还是希特勒在意大利的艺术代理人。
作为黑森-卡塞尔的统治者，菲利普是T-4安乐死行动的同谋。1941年2月，菲利普签署协议将哈达玛尔疗养院归于帝国内政部管理，超过一万名精神病患在这里被杀。1946年菲利普被控谋杀罪，但这项指控最终不了了之。
随着二战的开展，纳粹当局对德意志的王室贵族的态度有所改变。开始，贵族们乐于使用他们的有历史意义的姓名，以增强民众支持，而现在纳粹决定与贵族保持距离，即使是这些贵族中有的人曾经支持他们。
1943年4月，菲利普奉命向希特勒的总部报到，接下来的四个月菲利普一直待在那里。5月，希特勒发布宣言，宣布前王室成员和贵族不得在党内、政府和军队中担任任何职务。7月菲利普的岳父意大利国王维托里奥·埃曼努埃莱三世下令逮捕墨索里尼，使菲利普在德国的处境更加困难。希特勒认为墨索里尼的倒台和菲利普一家有关。
9月8日，菲利普被捕。他从纳粹党和冲锋队中除名，并被开除出德国空军。1944年1月25日，他被免去黑森-拿骚省省长的职务，成为普通公民。
1943年9月菲利普被送往福洛森堡集中营。他被单独关押，不准许任何与外界的联系。然而，他被赋予某些特权：穿着便服，吃着与看守同样的食物。
当盟军进入德国时，纳粹将部分囚犯转移。1945年4月菲利普被转移到达豪集中营。时隔10天，他被再次转移。5月4日，美国军队接管了他关押的意大利维拉巴萨集中营。

## 二战之后
因菲利普曾是纳粹德国的行政官员，盟军将他拘留在意大利的卡普里岛。
1940年，菲利普的父亲腓特烈·卡爾去世，菲利普成为黑森家族卡塞尔支族长。1968年，他的远房堂弟路德维希去世，黑森家族达姆施塔特支绝嗣。他又继承了达姆施塔特支的的大公继承权，成为全黑森家族族长。
菲利普于1980年在意大利罗马去世，享年83岁。

## 婚姻与子女
菲利普1925年9月23日与意大利国王维托里奥·埃曼努埃莱三世的次女玛法尔达·玛利亚·伊丽莎贝塔·安娜·罗曼娜（Mafalda Maria Elisabetta Anna Romana，1902年11月19日—1944年8月28日）结婚，有三子一女：
- 长子莫里茨·弗里德里希·卡尔·埃曼努埃尔·胡姆贝特（MORITZ Friedrich Karl Emmanuel Humbert，1926年8月6日—2013年5月23日），黑森家族族长。
- 次子亨利·威廉·康斯坦丁·维克多·弗朗茨（英语：Prince Heinrich of Hesse-Kassel）（Heinrich Wilhelm Konstantin Victor Franz，1927年10月30日—1999年11月18日），终生未婚。
- 三子奥托·阿道夫（Otto Adolf，1937年6月3日—1998年1月3日），结婚两次，皆为贵贱婚姻，没有子嗣。
- 长女伊丽莎白·玛嘉丽特·艾莱娜·约翰娜·玛利亚·约兰达·波丽克仙妮（Elisabeth Margarethe Elena Johanna Maria Jolanda Polyxene，1940年10月8日—），1962年与奥佩斯多夫伯爵弗里德里希·卡尔（Friedrich Carl Gf von Oppersdorff，1925年—1985年）结婚。

| 黑森-卡塞爾的菲利普 黑森王朝出生于：1896年11月6日逝世於：1980年10月25日 | 黑森-卡塞爾的菲利普 黑森王朝出生于：1896年11月6日逝世於：1980年10月25日 | 黑森-卡塞爾的菲利普 黑森王朝出生于：1896年11月6日逝世於：1980年10月25日 |
| 王位覬覦者                                                              | 王位覬覦者                                                              | 王位覬覦者                                                              |
| ----------------------------------------------------------------------- | ----------------------------------------------------------------------- | ----------------------------------------------------------------------- |
| 前任： 腓特烈·卡爾                                                      | 黑森家族卡塞尔支族长 1940年-1980年                                      | 繼任： 莫里茨                                                           |
| 前任： 恩斯特·冯·许尔森                                                 | 德意志帝国普鲁士自由邦黑森-拿骚省省长 1933年-1943年                     | 繼任： 恩斯特·贝克曼                                                    |